# Sigsarve
Sigsarve is een plaats in de gemeente, landschap en eiland Gotland en de provincie Gotlands län in Zweden. De plaats heeft 53 inwoners (2005) en een oppervlakte van 5 hectare.